# Kurt Oxenius
Kurt Oxenius (* 21. Juni 1881 in Marburg; † 12. September 1950 in Chemnitz) war ein deutscher Kinderarzt, Schriftsteller und Bibliophiler.

## Leben und Wirken
Er war Facharzt für Kinderkrankheiten in Chemnitz und in seiner Freizeit als Schriftsteller tätig.
1921 gründete er zusammen mit Albert Soergel die „Gesellschaft der Bücherfreunde zu Chemnitz“ und übernahm deren Vorsitz. Die bis 1947 existierende Gesellschaft organisierte Lesungen, setzte sich für den Druck bibliophiler Bücher ein und unterstützte bedürftige Schriftsteller. In den Jahresgaben der Gesellschaft erschienen unter anderem Texte des Schriftstellers Paul Ernst. Ernst stand in Kontakt mit Oxenius, war zu Gast in dessen Haus und hielt dort Vorträge. Als Ernst 1933 verstarb, veröffentlichte Oxenius Beiträge über dessen Krankheit und letzte Lebenstage in medizinischen Zeitschriften.

## Werke (Auswahl)
- (Hrsg.): Aus dem Notizbuch von Dr. h.c. Carl Ochsenius. 1931.
- Dr. Carl Ochsenius, der Forscher und Mensch. 1931.
- Über das Notwendige. Dresden 1938.
- Gebet eines Arztes. 1941.
- Weisheit des Lebens. Tübingen, 1974.